# Fodé Sylla
Fodé Sylla (ur. 23 stycznia 1963 w Thiès) – francuski polityk i działacz społeczny pochodzący z Senegalu, eurodeputowany w latach 1999–2004.

## Życiorys
W 1987 ukończył studia z historii, w 1994 uzyskał magisterium z nauk politycznym. W 1998 został absolwentem École des hautes études en sciences sociales. Zajmował się działalnością publicystyczną. Od 1992 do 1999 pełnił funkcję prezesa antyrasistowskiej organizacji SOS Racisme.
W wyborach w 1999 jako bezpartyjny kandydat z listy Francuską Partią Komunistyczną uzyskał mandat posła do Parlamentu Europejskiego V kadencji. Należał do Konfederacyjnej Grupy Zjednoczonej Lewicy Europejskiej i Nordyckiej Zielonej Lewicy, pracował w Komisji Wolności i Praw Obywatelskich, Sprawiedliwości i Spraw Wewnętrznych. W PE zasiadał do 2004. Wstąpił później do Lewicowej Partii Radykalnej, kandydował bez powodzenia w 2007 do krajowego parlamentu.
Związany później z koncernem energetycznym Areva, odpowiadał za projekty społeczne w Afryce. W 2010 objął stanowisko wiceprezesa ds. energii odnawialnych w Afryce.